# 吴凤之
吴凤之（1926年—），男，汉族，湖南涟源人，中国书法家，擅长指书，曾任人民交通出版社助理编辑。